# 호르헤 프랑코 알비스
호르헤 프랑코 알비스(스페인어: Jorge Franco Alviz, 1983년 10월 29일, 에스트레마두라 지방 부르기요스 델 세로 ~)는 스페인의 프로 축구 선수로, 현재 시베니크에서 좌측 미드필더로 활약하고 있다.

## 클럽 경력
에스트레마두라 지방 바다호스 주 부르기요스 델 세로 출신인 부르기는 2003년에 10세의 나이로 고향 부르기요스의 유소년부에 입단했다. 2010년, 그는 카세레뇨로 이적했고, 이듬해에는 디오세사노로 둥지를 옮겼다.
청년부 소속으로 26골을 기록한 부르기는 2012년 3월에 레알 마드리드로 이적을 확정지었고, 6월을 기점으로 정식적으로 구단의 일원이 되었다. 그는 세군다 디비시온 B에 소속된 3군 소속으로 2012-13 시즌에 데뷔전을 치렀다.
2013년 6월 2일, 부르기는 4-0으로 이긴 알코르콘과의 세군다 디비시온 안방 경기에서 68분에 후안프란과 교체되어 들어가 2군 데뷔전을 치렀다. 그 다음 시즌, 그는 2군으로 정식 승격되었다.
2013년 9월 21일, 부르기는 사라고사와의 안방 경기에서 첫 프로 무대 득점을 기록했지만 1-2로 패했다. 이듬해 5월 11일, 그는 1군 경기에 후보로 대기했지만, 0-2로 패한 셀타 비고와의 라 리가 경기에 결장했다.
2015년 7월 3일, 부르기는 에스파뇰로 한 시즌 동안 임대되었다. 8월 22일, 그는 1-0으로 이긴 헤타페와의 안방 경기에서 알바로 곤살레스와 교체되어 들어가 라 리가 신고식을 치렀고, 12월 15일에 코르네야-엘 프라트에서 펼쳐진 레반테와의 코파 델 레이 32강 2차전에서는 첫 골을 기록해 그의 동점골에 힘입은 에스파뇰은 2-1 승리 (합계 3-2)를 거두고 16강에 진출했다.
2016년 2월 27일, 부르기는 4-2로 이긴 스포르팅 히혼과의 원정 경기에서 동점골을 넣어 리그 첫 골을 성공시켰다. 7월 11일, 그는 이번에 그의 리그 첫 골 제물이 되었던 구단으로 1년 임대를 갔다.
2017년 7월 11일, 강등의 아픔을 겪은 후, 부르기는 같은 1부 리그 소속인 알라베스와 4년 계약을 맺고 완전 이적했다.

## 경력 통계
2015년 5월 17일 기준
| 클럽            | 시즌      | 리그 | 리그 | 컵   | 컵 | 유럽 | 유럽 | 기타 | 기타 | 합계 | 합계 |
| 클럽            | 시즌      | 출장 | 골   | 출장 | 골 | 출장 | 골   | 출장 | 골   | 출장 | 골   |
| --------------- | --------- | ---- | ---- | ---- | -- | ---- | ---- | ---- | ---- | ---- | ---- |
| 레알 마드리드 C | 2012–13   | 38   | 8    | —    | —  | —    | —    | —    | —    | 38   | 8    |
| 레알 마드리드 B | 2012–13   | 1    | 0    | —    | —  | —    | —    | —    | —    | 1    | 0    |
| 레알 마드리드 B | 2013–14   | 36   | 5    | —    | —  | —    | —    | —    | —    | 36   | 5    |
| 레알 마드리드 B | 2014–15   | 37   | 7    | —    | —  | —    | —    | —    | —    | 37   | 7    |
| 레알 마드리드 B | 합계      | 74   | 12   | —    | —  | —    | —    | —    | —    | 74   | 12   |
| 경력 합계       | 경력 합계 | 112  | 20   | —    | —  | —    | —    | —    | —    | 112  | 20   |